# Pierre-François-Xavier Bouchard
Pour les articles homonymes, voir Bouchard.
Pierre-François-Xavier Bouchard, né le 29 avril 1771 à Orgelet (Jura) et mort le 5 août 1822 à Givet (Ardennes), est lieutenant dans l'armée de Bonaparte lors de la Campagne d'Égypte. Il est à l'origine de la découverte de la Pierre de Rosette, qui permettra à Jean-François Champollion de déchiffrer les hiéroglyphes en 1822.

## Biographie
Pierre-François-Xavier Bouchard est le fils de Pierre Bouchard, un maître menuisier venu de la région de Gray, devenu commerçant puis instituteur, qui épouse Pierrette Janet, de Cressia, avec qui il a sept enfants, dont Pierre-François-Xavier, le benjamin.
Pendant deux ans, il suit des cours de philosophie et de mathématiques au collège de Besançon, après ses études secondaires à Orgelet. Il devient ensuite professeur de mathématiques à l'École Nationale d'Aérostatique installée à Chalais-Meudon. Il épouse en avril 1798 une Meudonnaise, Marie-Élisabeth Bergère, dont il a une fille, née en 1802, et un fils, né vers 1807 et mort à l'âge de 13 ans vers 1820/1822), où il seconde Conté (ami de Berthollet), et devient élève à l'Ecole Polytechnique où il entre en novembre 1796 et où il suit les cours de Monge. Il passe son examen de sortie de l'École polytechnique en novembre 1798 (promotion 1796 ; jury présidé par Monge) en Égypte, où il participe à l'expédition française de mai 1798 à juillet 1801.
Lieutenant dans l'armée de Bonaparte lors de la Campagne d'Égypte, affecté au Génie, il découvre le 19 juillet 1799 la Pierre de Rosette lors de la réfection du Fort Jullien, une ancienne fortification de la ville de Rachïd (francisée en Rosette). Il annonce alors sa découverte à l’adjudant-général Jullien, commandant de la ville, qui l’adresse à l’Institut d'Égypte au Caire.
Il poursuit ensuite sa carrière dans l'arme du Génie jusqu'au grade de chef de bataillon (1809). Il participe à l'expédition de Saint-Domingue, participe à la construction de Napoléon-Vendée, guerroie dans la péninsule ibérique (guerre d'indépendance espagnole et au Portugal). Il s'illustre notamment lors de la prise du pont d'Amarante. Trois fois, il est fait prisonnier par les Anglais (il avait déjà été deux fois pris par les Ottomans en Égypte). Chevalier en 1811, puis Officier de la Légion d'Honneur sous la Première Restauration à laquelle il se rallie et qui le fait aussi chevalier de St-Louis, il rejoint cependant la cause de Napoléon lors des Cent-Jours et est chargé de la défense de Laon. La Seconde Restauration en fait un demi-solde, puis le réintègre en l'affectant comme ingénieur militaire aux fortifications du nord et du nord-est de la France ; mais il meurt de maladie à son poste de Givet à l'été 1822.